# Brumovice (district de Břeclav)
Pour les articles homonymes, voir Brumovice.
Brumovice (en allemand : Brumowitz) est une commune du district de Břeclav, dans la région de Moravie-du-Sud, en République tchèque. Sa population s'élevait à 985 habitants en 2020.

## Géographie
Brumovice se trouve à 5 km au sud-est de Klobouky u Brna, à 24 km au nord de Břeclav, à 34 km au sud-est de Brno et à 217 km au sud-est de Hustopeče.
La commune est limitée par Klobouky u Brna au nord, par Krumvíř au nord et au nord-est, par Kobylí à l'est, au sud et au sud-ouest, et par Morkůvky à l'ouest.

## Histoire
La première mention écrite du village date de 1250.